# Bateau de Barbeau
Le bateau de Barbeau est une épave médiévale située dans la Seine, à Fontaine-le-Port, en France.

## Situation et accès
L’épave est située au fond de la Seine, près du site de l’ancienne abbaye de Barbeau, au niveau de Fontaine-le-Port, entre les forêts domaniales de Fontainebleau (rive gauche) et de Barbeau (droite). Plus largement, elle se trouve dans le département de Seine-et-Marne, en région Île-de-France.

## Histoire
L’association du Groupement de recherches archéologiques subaquatiques (GRAS), siégeant à Brunoy (département de l’Essonne) sonde depuis 1983 la Seine et les rivières en Île-de-France. Ses membres réalisent ainsi près de 750 interventions, soit plus de 2 000 plongées. Trouvant « petit morceau de bois de quelques centimètres », ils découvrent ainsi cette épave médiévale en 2015 durant « une opération de prospection archéologique subaquatique », « dans un secteur où des structures s’apparentant à un aménagement meunier médiéval » ont déjà été mise au jour,,. Après analyse au carbone 14, on estime sa datation au XIIIe siècle.

## Structure
Entièrement recouverte par un remblai de graviers et de pierres que la configuration de la rive permet d’entretenir, l’épave est assez bien protégée. On estime une longueur de 18,5 mètres, un maître-bau de 4,3 mètres et un creux de 0,8 mètre. La section transversale est en courbe très évasée, sans sole. La proue est en quasiment intacte, ce qui n’est pas le cas de la poupe, « moins enfouie », qui est « endommagée et en partie manquante ». Le bateau a un poids lège armé de 5 tonnes et une quille plate large de 5,20 mètres dans son axe, est « prolongée par une étrave et un étambot rapportés à forte levée ».